# 옐레나 가브릴로비치
옐레나 가브릴로비치(세르비아어: Јелена Гавриловић, Jelena Gavrilović, 1983년 1월 18일~)는 세르비아의 배우이다.

## 작품 목록

### 영화
- 에벌리 (2014년) - 엘리스 역
- 캣 런 (2011년)
- 세르비안 필름 (2010년) - 마리자 역
- 인간 동물원 (2009년)
- 더 뷰티풀 블루 다뉴브 (2008년)
- 종이 왕자 (2008년)